# 트레이터 (2008년 영화)
《트레이터》(영어: Traitor)는 2008년 미국의 첩보 스릴러 영화이다.

## 출연
- 돈 치들 - 사미르 혼,  수단계 미국인 무슬림 역
- 가이 피어스 - FBI 특수요원 로이 클레이턴 역
- 사이드 타그마우이 - 오마르 역
- 닐 맥도너 - FBI 특수요원 맥스 아처 역
- 제프 대니얼스 - 카터 역
- 아치 판자비 - 챈드라 도킨 역
- 모잔 나바비 - 레일라 역
- 로레나 게일 - 디어드리 혼 역
- 알리 칸 - 파리드 역
- 라드 라위 - 나시르 역
- 사이먼 레이놀즈 - 테드 역
- 조너선 워커 - 헤이스 역
- 톰 바넷 - 앤드루 역
- 파울리노 누네스 - 폭파범 역
- 알렉산드라 카스티요 - 검은 머리 여성 역
- 맷 고든 - 사이먼 역